# ピクシー

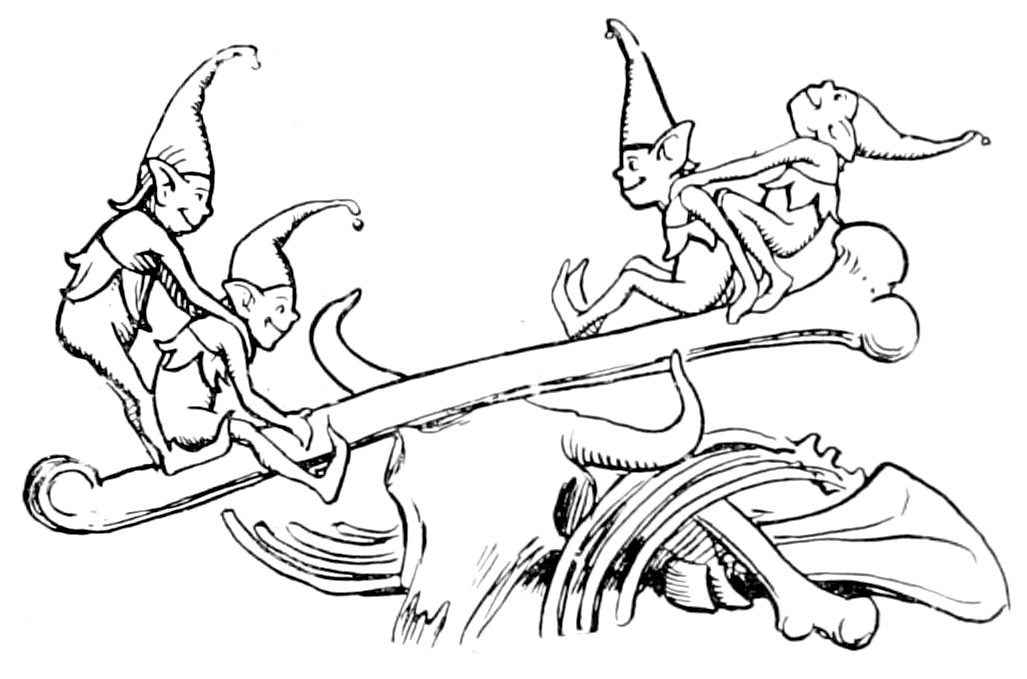

ピクシー（Pixie、ピグシー、ピスキーとも）は、イングランドのコーンウォールなど南西部諸州の民間伝承に登場する妖精の一種である。
普段は透明で人間には見えないが、頭に四葉のクローバーを乗せると姿を見られるようになる。身長20cmほどの小人で、赤い髪の毛、上に反った鼻をしている。闇でも光る目、青白い顔、尖った耳、緑色の服を着、先の尖ったナイトキャップを被っているともいわれる。貧しいもののために仕事をし、ボウル一杯のクリーム、林檎一個をご馳走になることもある。
怠け者を見つけるとつねったりポルターガイスト現象を起こして懲らしめる。また、一晩中輪を描いて馬を乗り回し、ガリトラップと呼ばれる妖精の輪を作ることもある。翌朝、馬のたてがみと尾を結び馬を帰すという。
古代の塚やストーンサークル、洞窟などに住み、夜になると森の中でダンスするという。彼らの踊りにでくわした旅人は皆一緒に踊らされ時間の観念をなくしてしまうという。そうならないための妖精よけの方法は上着を裏返しに着ることである。また、旅人を惑わせ迷わせくたくたに疲れさせるいたずらも行う。
人間の子供を盗んだり、取り替え子（チェンジリング）を行ったりするという。そうならないため、ヴィクトリア朝時代までさらわれないように赤ん坊をベビーベッドにくくりつける風習の地方もあったという。
洗礼を受けずに死んだ子供の魂が化身した存在だといわれており、直接人目につく場所には出て来ないが、人間と様々な点で共生関係にある存在である。自身に恵みを与えた者には正しく報いるという。基本的には人間に悪戯をするのが好き。
ピクシーの語源は、悪戯好きな妖精のパックに愛称語尾syがついたパクシー。